# Gouvernement Lini I
Leymang Lini II
Le gouvernement Lini I est le premier gouvernement de la République de Vanuatu, mené par le Premier ministre Walter Lini de 1979 à 1983.

## Historique

### Formation
La colonie des Nouvelles-Hébrides est un condominium franco-britannique. Walter Lini a fondé en 1971 le Vanua'aku Pati, parti indépendantiste et socialiste avec un fort ancrage local dans les communautés autochtones anglophones. Le parti boycotte les élections législatives de 1977, mais remporte largement celles de novembre 1979. Les députés élisent alors Walter Lini au poste de ministre-en-chef, et il forme immédiatement le gouvernement qui mène le pays à l'indépendance l'année suivante.

### Succession
Le Premier ministre procède à un nouveau remaniement le 9 février 1981. Sethy Regenvanu est transféré du ministère des Terres à celui des Industries primaires (agriculture, sylviculture et pêcheries), échangeant ainsi ses portefeuilles ministériels avec Thomas Reuben. George Worek devient ministre des Affaires sociales, tandis que Willie Korisa le remplace comme ministre de la Santé.
En décembre 1981, Walter Lini limoge le ministre des Affaires sociales George Worek et le ministre des Terres Thomas Reuben, indiquant qu'il s'agit ainsi de réduire la dépense publique. Il prend cette décision sans avoir consulté son cabinet, ce qui est contraire au principe de solidarité ministérielle et suscite des critiques. Les deux ministres limogés quittent le Vanua'aku Pati et fondent le Parti de l'alliance indépendante de Vanuatu.
En février 1983, Lini limoge le vice-Premier ministre et ministre de l'Intérieur, Fred Timakata, sans donner de raison. Ceci provoque la démission du ministre de l'Éducation Donald Kalpokas et du ministre des Transports John Naupa, qui accusent le Premier ministre d'avoir pris diverses décisions importantes sans consultation avec le cabinet. Ces trois ministres sont des membres fondateurs du Vanua'aku Pati, et en demeurent membres tout en prenant leurs distances vis à vis de leur chef. Walter Lini nomme Sethy Regenvanu nouveau vice-Premier ministre, Sela Molisa nouveau ministre de l'Intérieur et Onneyn Tahi nouveau ministre de l'Éducation, confiant à Kalpokor Kalsakau le ministère des Transports.

## Composition
Ce gouvernement est le suivant :
| Fonction                                      | Titulaire | Titulaire | Titulaire         | Parti          | Remarques |
| --------------------------------------------- | --------- | --------- | ----------------- | -------------- | --------- |
| Ministre en chef Ministre de la Justice       |           |           | Walter Lini       | Vanua'aku Pati |           |
| Vice-ministre en chef Ministre de l'Intérieur |           |           | George Kalkoa     | Vanua'aku Pati |           |
| Ministre de l'Éducation                       |           |           | Donald Kalpokas   | Vanua'aku Pati |           |
| Ministre des Finances                         |           |           | Kalpokor Kalsakau | Vanua'aku Pati |           |
| Ministre des Ressources naturelles            |           |           | Thomas Reuben     | Vanua'aku Pati |           |
| Ministre de la Santé                          |           |           | George Worek      | Vanua'aku Pati |           |
| Ministre des Transports et des Communications |           |           | John Naupa        | Vanua'aku Pati |           |
| Ministre des Affaires sociales                |           |           | Willie Korisa     | Vanua'aku Pati |           |
| Ministre des Terres                           |           |           | Sethy Regenvanu   | Vanua'aku Pati |           |

George Kalkoa devient président de la République à l'indépendance du pays en 1980, et le gouvernement est légèrement remanié comme suit :
| Fonction                                      | Titulaire | Titulaire | Titulaire         | Parti          | Remarques |
| --------------------------------------------- | --------- | --------- | ----------------- | -------------- | --------- |
| Premier ministre Ministre de la Justice       |           |           | Walter Lini       | Vanua'aku Pati |           |
| Vice-Premier ministre Ministre de l'Intérieur |           |           | Fred Timakata     | Vanua'aku Pati |           |
| Ministre de l'Éducation                       |           |           | Donald Kalpokas   | Vanua'aku Pati |           |
| Ministre des Finances                         |           |           | Kalpokor Kalsakau | Vanua'aku Pati |           |
| Ministre des Industries primaires             |           |           | Thomas Reuben     | Vanua'aku Pati |           |
| Ministre de la Santé                          |           |           | Willie Korisa     | Vanua'aku Pati |           |
| Ministre des Travaux publics                  |           |           | John Naupa        | Vanua'aku Pati |           |
| Ministre des Terres                           |           |           | Sethy Regenvanu   | Vanua'aku Pati |           |
| Ministre de l'Agriculture                     |           |           | George Worek      | Vanua'aku Pati |           |